# Jiří Lanský
Jirí Lanský (Praga, 17 settembre 1933 – Lázně Toušeň, 14 febbraio 2017) è stato un altista cecoslovacco.

## Biografia
Vinse per due volte la medaglia d'argento ai campionati europei, nelle edizioni di Berna 1954 e Stoccolma 1958.
Partecipò ai Giochi olimpici di Roma 1960 concludendo la gara al settimo posto.

## Palmarès
| Anno | Manifestazione  | Sede      | Evento        | Risultato | Prestazione | Note  |
| ---- | --------------- | --------- | ------------- | --------- | ----------- | ----- |
| 1954 | Europei         | Berna     | Salto in alto | Argento   | 1,98 m      |       |
| 1958 | Europei         | Stoccolma | Salto in alto | Argento   | 2,10 m      |       |
| 1960 | Giochi olimpici | Roma      | Salto in alto | 7º        | 2,03 m      | [ 1 ] |